# 뿌셔뿌셔
뿌셔뿌셔는 1999년 오뚜기에서 출시된 라면스낵이다. 사람들이 흔히 라면을 끓이지 않고 맨 라면에 스프를 뿌려먹는 것에서 착안하여 그와 같은 방식으로 먹을 수 있게 만들어진 제품이다. 실제로 라면 형태의 과자 본체와 라면 스프처럼 생긴 양념 봉지가 첨부되어 있다. 원래 끓여 먹는 라면의 면보다 부수기 쉬운 면으로 이루어져 있다. 끓여 먹는 방식은 추천하지 않고 있다. 스프는 봉지 안에 스프봉지가 따로 있으며, 원래 라면 스프보다는 덜 자극적이고 덜 매운 맛을 지니고 있다.

## 시리즈

### 뿌셔뿌셔
1999년 7월 처음으로 시장에 발매되었으며, 중량은 90g이다. 초창기엔 피자맛, 불고기맛 두 가지가 있었다. 그 이후 1999년 9월에 떡볶이맛, 스위트콘맛, 양념치킨맛, 바베큐맛 등이 각각 출시되었다. 그리고 11월에 독특한 맛 시판의 일환으로 딸기맛, 초코맛, 메론맛 등이 출시되었으나 이들 맛은 면발에 안 어울리다는 이유로 구매율이 줄어들었다. 결국 딸기맛, 초코맛은 발매된 지 얼마 못 가서 단종되었으며, 메론맛도 2000년경에 단종되었다. 그 후 짜장맛이나 2002년 9월에 카레맛이 출시되기도 했었지만 이 역시 지금은 둘 다 단종되었다.
| 판매제품 - 불고기맛 - 떡볶이맛 - 바베큐맛 - 양념치킨맛 - 마라맛 - 버터구이오징어맛 - 열뿌셔뿌셔 | 단종제품 - 딸기맛 - 초코맛 - 메론맛 - 짜장맛 - 카레맛 - 피자맛 - 칠리치즈맛 - 아카시아꿀맛 - 허니버터맛 - 와사비김맛 - 허팝치킨맛 - 스위트콘맛 - 달고나맛 |

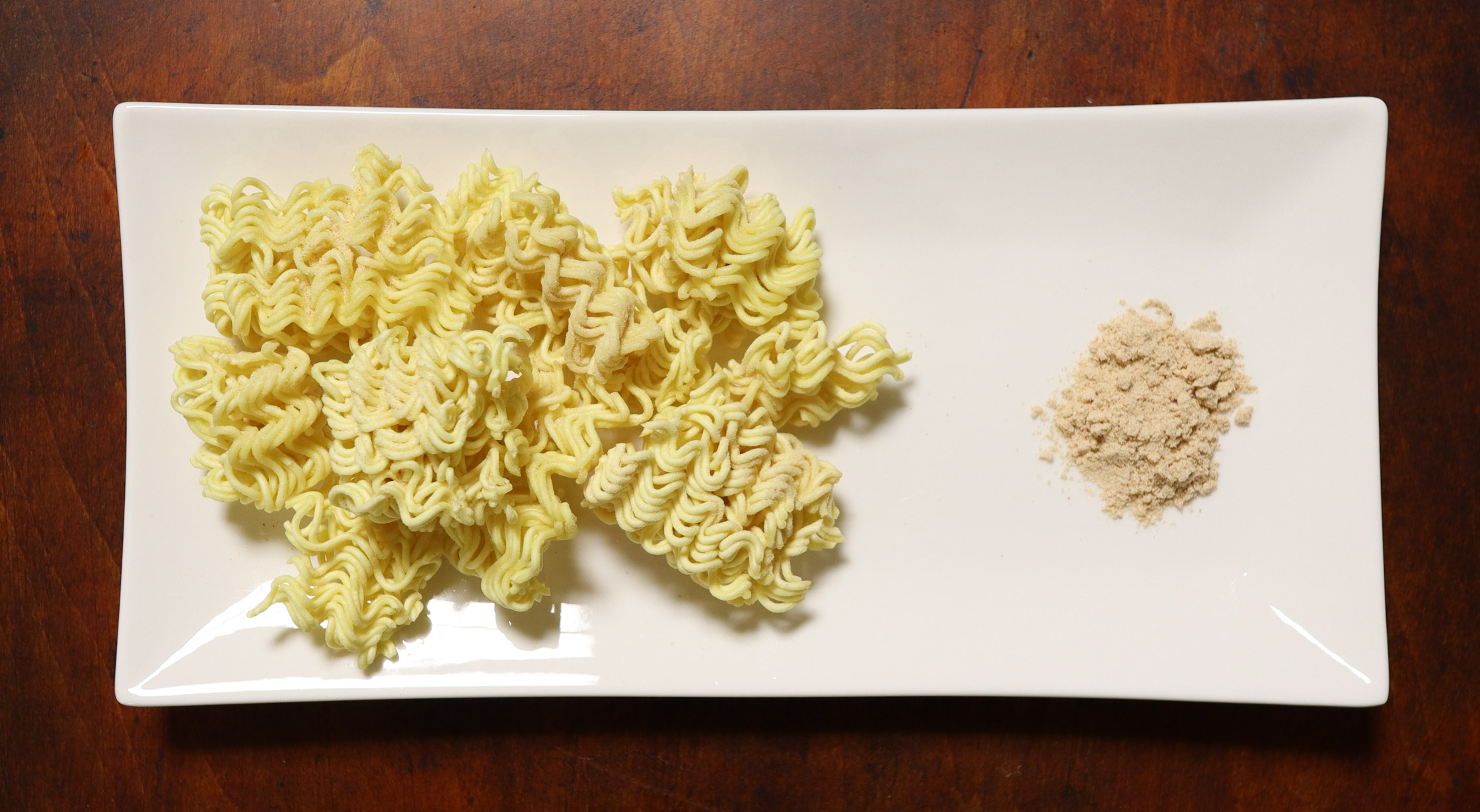
뿌셔뿌셔 스낵과 스프
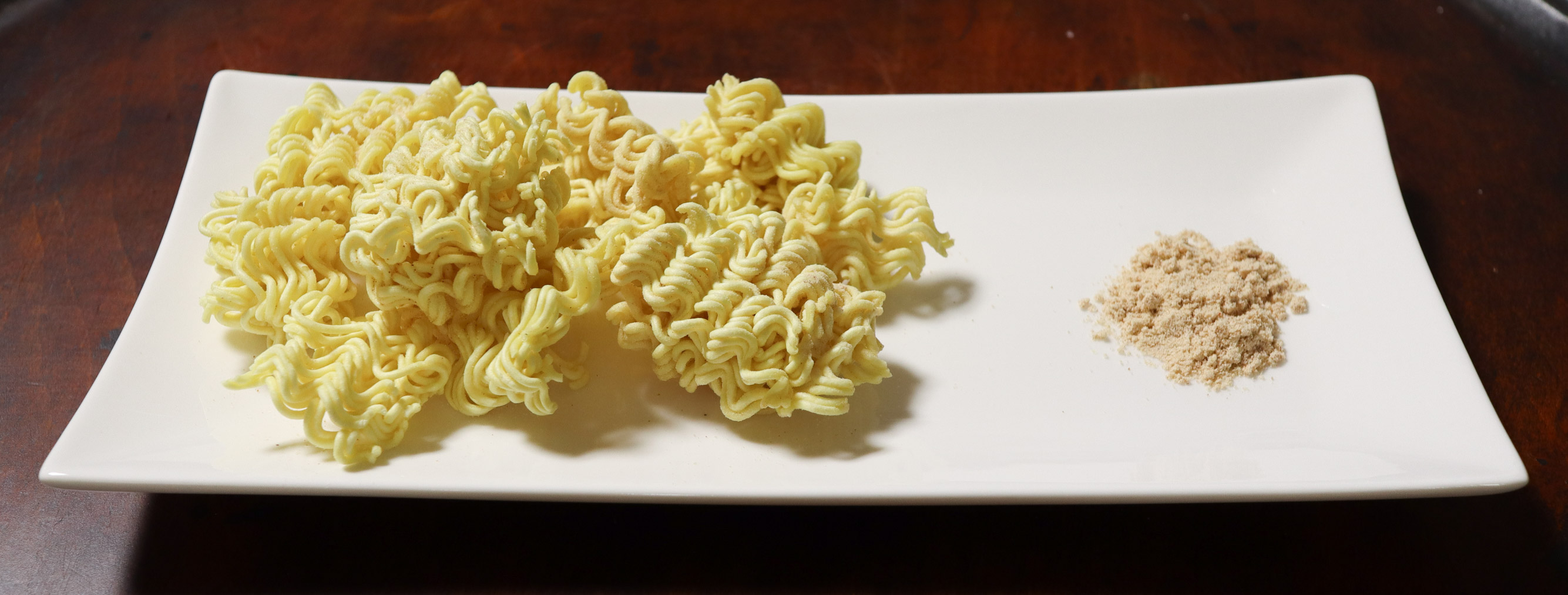
뿌셔뿌셔 스낵과 스프

### 미니뿌셔
뿌셔뿌셔를 1/2 크기로 줄인 작은 뿌셔뿌셔로 현재 단종되었다. 보통 2개~4개를 묶어서 팔며, 낱개로는 팔지 않는다. 중량은 55g이다.
| - 불고기맛 - 바베큐맛 - 오뚜기카레맛 - 스낵면맛 - 감자맛 - 옥수수맛 |

### 미니땅
20주년 기념으로 2019년 9월 26일에 출시되었다. 라면 스낵에 튀밥이 더해졌다.
| - 매콤양념치킨맛 - 플레인맛 - 카라멜맛 - 쵸코맛 |

## 스폰서
- 오뚜기 뿌셔뿌셔배 TEKKEN CRASH Season1
- 오뚜기 뿌셔뿌셔배 TEKKEN CRASH Season2

## 같이 보기
- 베이비스타 라멘